# Taj Mahal Palace
Taj Mahal Palace («Тадж-Махал-палас») — пятизвездочный отель класса люкс, построенный в индо-сарацинском стиле. Расположен в регионе Колаба индийского города Мумбаи, недалеко от достопримечательности Ворота Индии. Входит в сеть отелей Taj Hotels.
Отель был одной из целей террористической атаки 2008 года.

## История

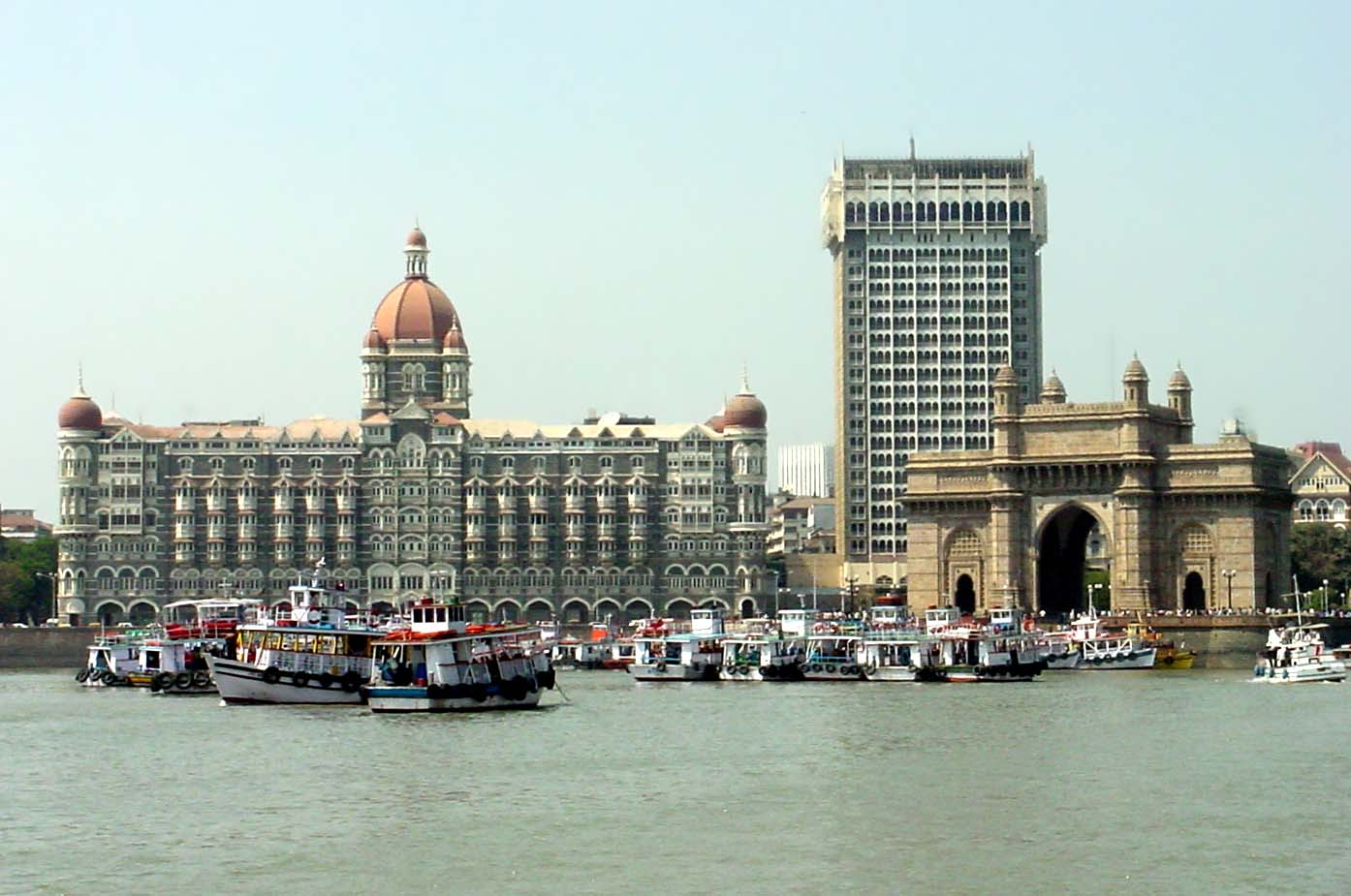
Вид на отель и Ворота Индии (справа) со стороны бухты

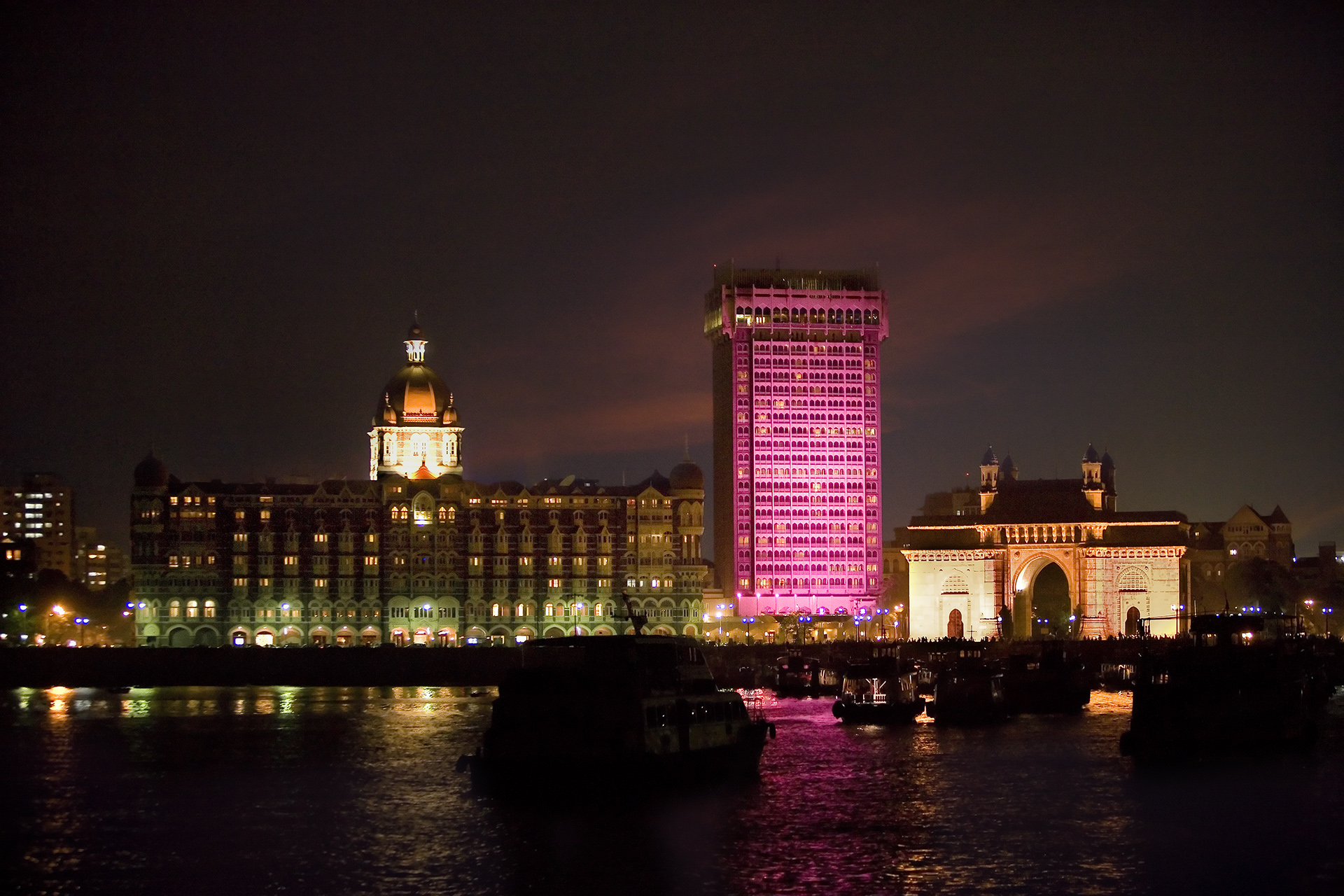

Джамсетджи Нуссерванджи Тата, прогрессивный индийский предприниматель XIX века, окончил Элфинстонский колледж в Бомбее, был владельцем крупной сталелитейной компании. По организационным делам он много путешествовал, был в Европе и Америке.
По легенде, Тата не смог встретиться с европейскими партнёрами, поскольку встреча была назначена в принадлежавшем англичанам отеле «Ватсон», на двери которой была прибита табличка «Только для белых». Оскорблённый, он принял решение организовать собственный отель.
Закладывая первый камень будущего отеля в 1898 году, он заранее предполагал, что «Тадж-Махал-палас» будет много больше и роскошнее всех гостиниц, которые он когда-либо видел.
В строительство был вложен значительный капитал. Под здание был выкуплен огромный участок в Бомбее на берегу Аравийского моря, на набережной Аполлона.
В 1902 году Тата закупил в Европе всё самое необходимое для внутреннего обустройства отеля. В Париже он познакомился с Густавом Эйфелем, которому заказал десять ажурных металлических колонн для бального зала.
Торжественное открытие отеля состоялось 16 декабря 1903 года. Это было сооружение, ставшее сенсацией своего времени: отделка из полудрагоценных камней, ковры ручной работы, роскошные хрустальные люстры, электрическое освещение (на тот момент единственное во всём Бомбее). Вся обслуга отеля прошла специальное обучение на базе европейских отелей.
Уже в ноябре 1905 года «Тадж-Махал Палас» получил международное признание. Во время визита в Индию здесь останавливался британский монарх Эдуард VII с супругой Александрой.
В феврале 1917 года в большом бальном зале «Тадж-Махала» в честь махараджи Биканера был организован грандиозный банкет, на который съехались 200 махараджей со всей Индии.
Журналисты ведущих зарубежных газет, ранее останавливавшиеся в «Ватсоне», перевели свои корпункты в «Тадж-Махал». Здесь же была организована штаб-квартира сторонников Махатмы Ганди и Джавахарлала Неру.
В годы Второй мировой войны «Тадж-Махал Палас» стал своеобразным культурным центром. В его залах выступали знаменитые британские симфонические оркестры, американские джазмены. Каждое воскресенье выступал знаменитый скрипач Мели Мета, а его сын — дирижёр Зубин Мета — впервые вышел на сцену именно в зале мумбайского отеля.
15 августа 1947 года лорд Маунтбеттен, последний вице-король Индии, провозгласил в зале «Тадж-Махала» независимость Индии. Тогда же было принято решение снести старое здание отеля, построенное на западный манер, и возвести на его месте новое. Против этого шага поднялась вся прогрессивная общественность. Альфред Хичкок, Вивьен Ли, Грегори Пек и многие другие выступили в защиту старого облика отеля. В результате отель модернизировали, сохранив его прежний архитектурный стиль.

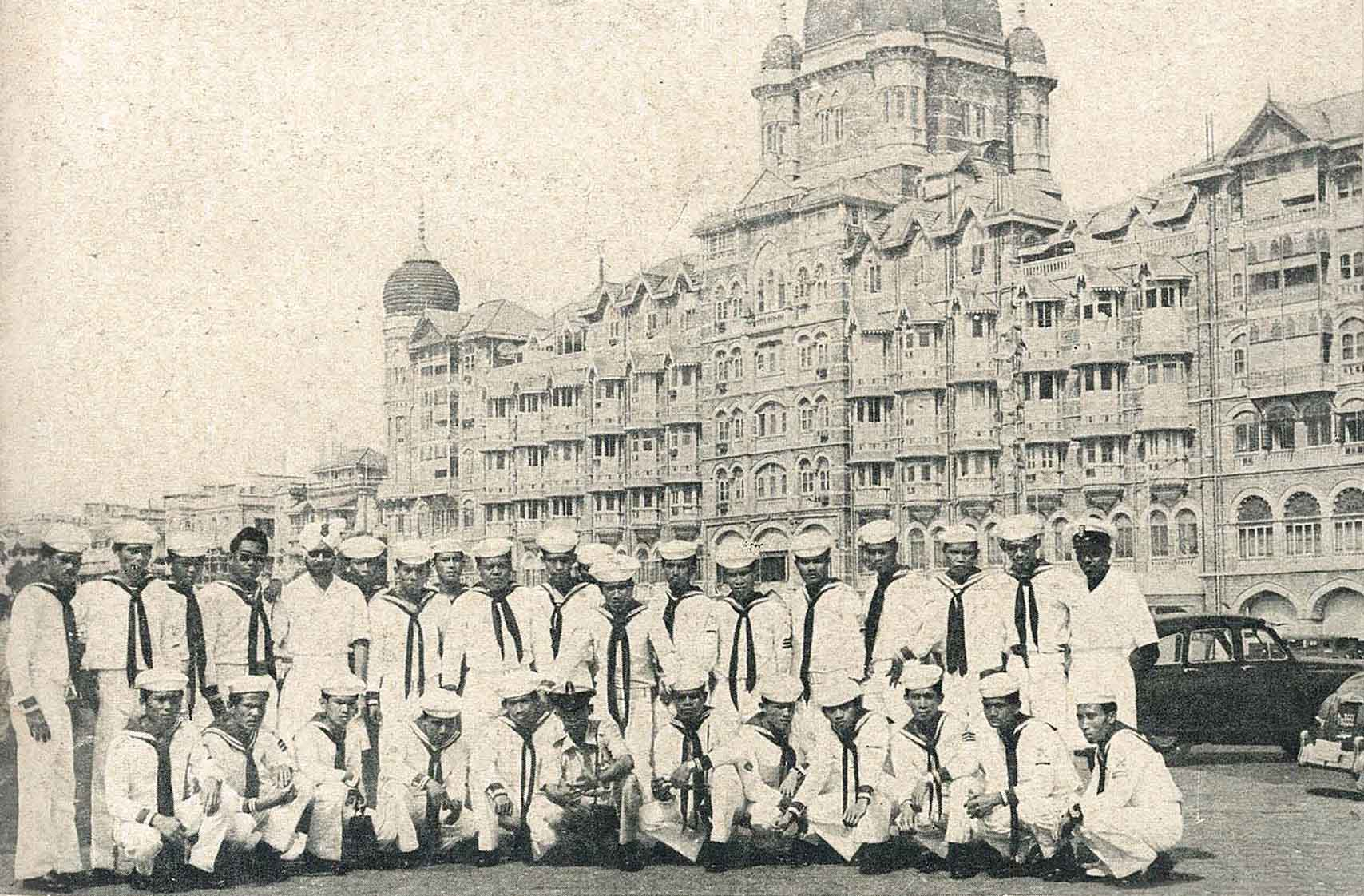
Отель в 1960-е годы

Особый интерес мировой общественности к знаменитому отелю пришёлся на 1960-е годы. Мир захлестнула волна хиппи, возник острый интерес ко всему восточному. В эти годы отель посетили Джордж Харрисон и Джон Леннон, Мик Джаггер, Джина Лоллобриджида и многие другие.
В 1970-е годы происходило расширение «Тадж-Махал-паласа». К нему была пристроена современная башня, количество номеров увеличилось почти вдвое.
В конце XX века произошло расширение и самой гостиничной группы: в Джайпуре открылся отель Rumba Palace, а затем в Удайпуре — Lake Palace. Вскоре открылось ещё несколько отелей под маркой «Тадж-Махал». К началу 2009 года группа насчитывала 57 отелей в Индии и 13 в других странах мира.
26 ноября 2008 года отель стал одной из целей атаки террористов на Мумбаи. Отель был захвачен 4 террористами. Всего в отеле погиб 31 человек, около 250 человек было спасено. Во время операции по освобождению заложников были повреждены знаменитый купол отеля и боковой флигель.
В 2010 году отель был восстановлен и вновь открыт для туристов.

## Номера отеля «Тадж-Махал» категории Suite

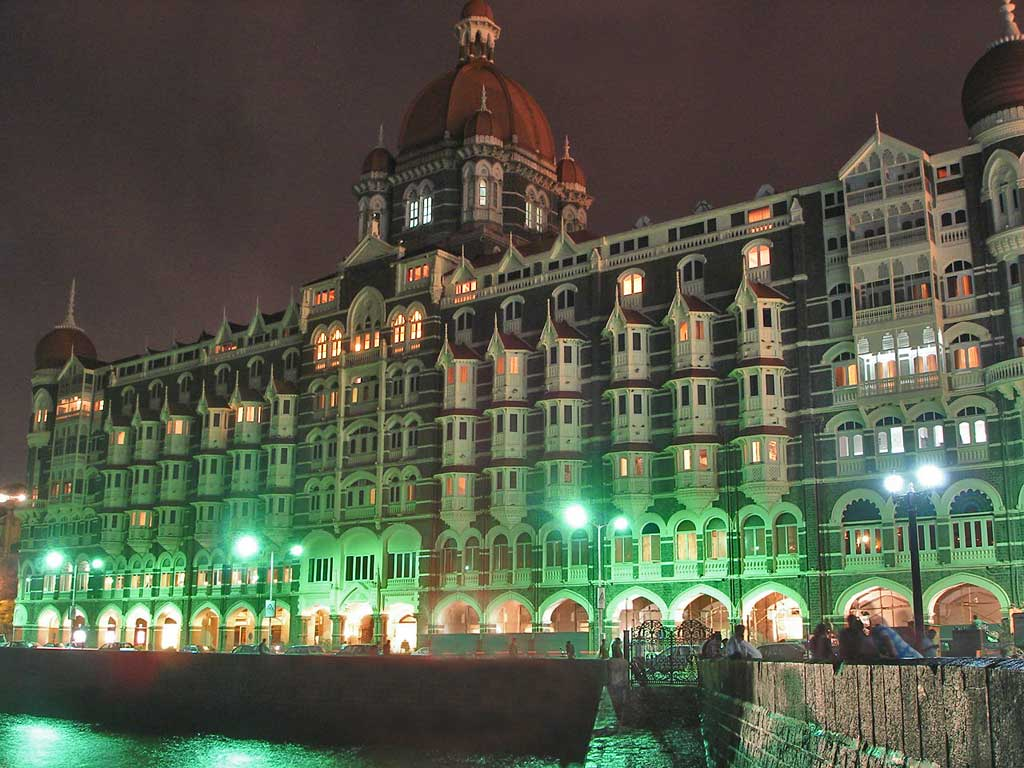

- Superior Room / Deluxe Room — номера, расположенные в крыле Taj Mahal Tower, с видом на Аравийское море или город.
- Luxury Grande Room — номера в крыле Taj Mahal Palace, с видом на Аравийское море, город или бассейн. Эти номера отличает стиль ретро.
- Taj Club Room — «клубные номера» на верхних этажах. В качестве дополнительных услуг гости получают трансфер в аэропорт на лимузине, услуги дворецкого и пр.
- Junior Suite / Executive Suite / Luxury Suite / Grand Luxury Suite — «клубный номер», включающий в стоимость все услуги.
- Presidential Suite и Rajput Suite — роскошные номера с большой гостиной, спальней, патио, балконом с видом на Ворота Индии.

Все номера отеля оснащены беспроводным доступом к сети Интернет, телевизорами со спутниковыми каналами, IDD-телефонами, мини-баром и сейфом.

## Рестораны и бары[4]
- Golden Dragon — китайский ресторан.
- Masala Kraft — индийский ресторан.
- Shamiana — ресторан, предлагающий блюда индийской и интернациональной кухни.
- Wasabi By Morimoto — японский ресторан.
- Souk — ресторан, предлагающий блюда средиземноморской кухни.
- Sea Lounge — бар с легкими блюдами и закусками, чай, кофе и кондитерские изделия.
- Harbour Bar — бар (шампанское, мартини, сигары).